# Zagorica pri Dolskem
Zagorica pri Dolskem je naselje v Občini Dol pri Ljubljani. V Zagorici je rojstna hiša Jurija Vege.